# Войневка
Войневка (белор. Войневка) — деревня в Воропаевском сельсовете Поставского района Витебской области Белоруссии. Население — 0 человек (2019).

## География
Деревня расположена в 20 км от города Поставы и в 10 км от Воропаево.

## История
В 1905 году в Лучайской волости Вилейского уезда Виленской губернии, 62 жителя и 58 десятин земли.
С октября 1920 года - в составе Срединной Литвы.
В результате советско-польской войны 1919—1921 гг. деревня оказалась в составе Дуниловичского повета Виленского воеводства (II Речь Посполитая).
В 1923 году - в Лучайской гмине Дуниловичского повета, 16 дворов, 75 жителей.
В сентябре 1939 года деревня была присоединена к БССР силами Белорусского фронта РККА.
С 15.01.1940 г. - в Стародворском сельсовете Дуниловичского района Вилейской области БССР.
С 16.07.1954 года — в Воропаевском сельском Совете.
С 20.05.1960 года - в Воропаевском поселковом Совете.
В 1963 году - 7 дворов, 19 жителей.
В 2001 году — 3 дома, 5 жителей, в составе совхоза «Стародворский».